# Lill-Klockarträsket
Lill-Klockarträsket är en sjö i Piteå kommun i Norrbotten och ingår i Lillpiteälvens huvudavrinningsområde. Sjön har en area på 0,248 kvadratkilometer och ligger 138,1 meter över havet. Sjön avvattnas av vattendraget Lillpiteälven.

## Delavrinningsområde
Lill-Klockarträsket ingår i det delavrinningsområde (727314-173441) som SMHI kallar för Inloppet i Åträsket. Medelhöjden är 178 meter över havet och ytan är 31,3 kvadratkilometer. Räknas de 41 avrinningsområdena uppströms in blir den ackumulerade arean 373,12 kvadratkilometer. Avrinningsområdets utflöde Lillpiteälven mynnar i havet. Avrinningsområdet består mestadels av skog (79 procent). Avrinningsområdet har 0,76 kvadratkilometer vattenytor vilket ger det en sjöprocent på 2,4 procent.